# Skarprörtjärnen
Skarprörtjärnen är en sjö i Piteå kommun i Norrbotten och ingår i Alterälvens huvudavrinningsområde.